# Tortuga (método de tortura)

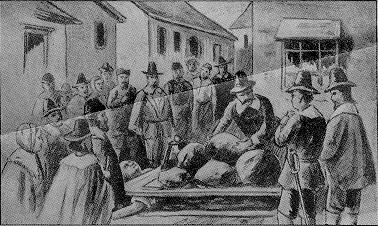
Aplastamiento de Giles Corey mediante la Tortuga

La tortuga, también llamada Peine forte et dure (Pena fuerte y dura), es un antiguo método de tortura. En este, al interrogado se le tumba en el suelo, poniéndole un tablón rectangular encima, que se asemeja a la hoja de una puerta. En dicho tablón se coloca peso gradualmente (normalmente rocas), produciendo aplastamiento paulatino hasta que la persona muere o "confiesa". El tormento se puede prolongar bastante tiempo según el peso que se añada.
Un famoso caso de muerte por este método, fue el del octogenario Giles Corey, acusado de brujería en Salem, Massachusetts, quién murió dos días después de haber sido sometido a esta tortura.

## Variaciones
Disponer el tronco de un árbol bajo los riñones, provocando el partimiento de la espina dorsal.